# Гайленд (Огайо)
Гайленд (англ. Highland) — селище (англ. village) в США, в окрузі Гайленд штату Огайо. Населення — 232 особи (2020).

## Географія
Гайленд розташований за координатами 39°20′38″ пн. ш. 83°36′0″ зх. д. / 39.34389° пн. ш. 83.60000° зх. д. (39.343946, -83.600079).  За даними Бюро перепису населення США в 2010 році селище мало площу 0,44 км², уся площа — суходіл.

## Демографія
Згідно з переписом 2010 року, у селищі мешкали 254 особи в 93 домогосподарствах у складі 65 родин. Густота населення становила 577 осіб/км².  Було 105 помешкань (239/км²).
Расовий склад населення:
| - 96,5 % — білих - 1,2 % — корінних американців - 0,8 % — чорних або афроамериканців |

До двох чи більше рас належало 1,6 %. Частка іспаномовних становила 2,8 % від усіх жителів.
За віковим діапазоном населення розподілялося таким чином: 30,3 % — особи молодші 18 років, 56,7 % — особи у віці 18—64 років, 13,0 % — особи у віці 65 років та старші. Медіана віку мешканця становила 33,0 року. На 100 осіб жіночої статі у селищі припадало 88,1 чоловіків;  на 100 жінок у віці від 18 років та старших — 92,4 чоловіків також старших 18 років.
Середній дохід на одне домашнє господарство  становив 45 065 доларів США (медіана — 38 125), а середній дохід на одну сім'ю — 46 512 долари (медіана — 42 083). За межею бідності перебувало 31,1 % осіб, у тому числі 43,9 % дітей у віці до 18 років та 8,1 % осіб у віці 65 років та старших.
Цивільне працевлаштоване населення становило 90 осіб. Основні галузі зайнятості: освіта, охорона здоров'я та соціальна допомога — 24,4 %, виробництво — 20,0 %, мистецтво, розваги та відпочинок — 13,3 %, транспорт — 10,0 %.